# Jean-François de La Pérouse
Jean François Galaup, conde de la Pérouse (ou de Lapérouse) (Albi, 23 de agosto de 1741 — No mar, perto das Ilhas Salomão, 31 de dezembro de 1788) foi um navegador francês. A expedição naval de circum-navegação que dirigia desapareceu por completo no dia 31 de dezembro de 1788 em Vanikoro, Ilhas Salomão.

## Biografia
Entrou na Marinha aos 15 anos, em 1756. Durante o seu período escolar, em Brest, viu-se envolvido aos 17 anos nos conflitos marítimos da Guerra dos Sete Anos contra a Inglaterra, ao largo da América do Norte, em especial na Terra Nova e no rio São Lourenço, tal como nas Antilhas. Aos 18 anos, é ferido e feito prisioneiro durante a Batalha dos Cardeais, perto de Quiberon, que libertou o Mariscal de Conflans e o Almirante Hawke. Após outra série de actividades na costa francesa, permanece durante cinco anos na Maurícia (então ilha de França), e leva a cabo distintas missões nas ilhas próximas.
É encarregado da direcção de duas viagens às Índias como comandante do Seine. Ali conhece Eléonore Broudou, sua futura mulher, uma jovem crioula de modesta origem. De volta a França em 1777, é nomeado tenente de navio e recebe como recompensa a Cruz de São Luís, ao ter salvo Mahé dos assaltantes indianos.
Volta a participar nas lutas contra os ingleses na guerra da independência dos Estados Unidos. Luta nas Antilhas e na península do Labrador (expedição da Baía de Hudson). Nestes combates demonstra o seu valor marítimo e militar, ao capturar dois fortes britânicos. Com 39 anos é feito capitão de navío, devido à sua brilhante trajectória nesta guerra. Casa com Eléonore Broudou em 1783, apesar das objecções do seu pai. O casal viverá em Albi.
Após o tratado de Paris, o ministro da Marinha de Castries e o rei Luís XVI escolheram-no para dirigir una expedição à volta do mundo, cujo objetivo era completar os descobrimentos de James Cook no Oceano Pacífico. A expedição, que tinha 220 homens, deixa Brest em Agosto de 1785 com dois navios, o Boussole e o Astrolabe, barcos mercantes de 500 toneladas remodelados como fragatas para esta ocasião. Antes, na candidatura por um lugar no navio, figurava-se um jovem de 16 anos: Napoleão Bonaparte, mas não foi escolhido e ficou em França.
Entre os participantes na expedição, havia numerosos cientistas: um astrónomo, um médico, três naturalistas, um matemático, três desenhadores e sacerdotes que contavam con uma formação técnica. A expedição tinha vários objectivos: geográficos, científicos, etnológicos, económicos (prospecção das possibilidades de caça de baleias ou de peles), mas também tinha objectivos políticos e pretendia estabelecer bases francesas ou de cooperação colonial com os aliados espanhóis (nas Filipinas).
Assim o que se lhe propôs foi um programa de exploração planetário no Pacífico Norte e no Pacífico sul, incluindo as costas do Extremo Oriente e da Austrália.

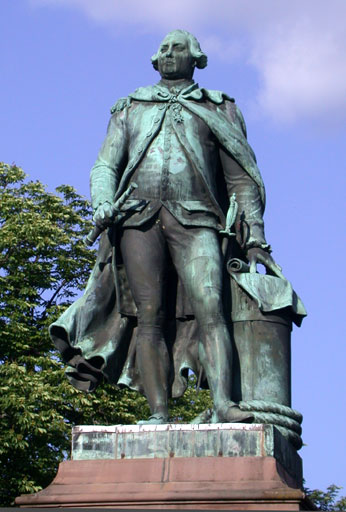
Estátua de Jean François Galaup, Conde de la Pérouse, em Albi (Tarn).

Visitou a Ilha de Santa Catarina em novembro de 1785.
A expedição rodeia o cabo Horn, leva a cabo um reconhecimento da colónia espanhola do Chile e passa pelas ilhas de Páscoa e do Hawaii, navega até ao Alaska, onde la Pérouse desembarca perto do monte de Santo Elias em finais de Junho de 1786 e explora os arredores. Uma barca e duas chalupas que transportavam 21 homens perderam-se nas violentas correntes da Baía chamada "Porto dos Franceses" por la Pérouse (hoje Baía de Lituya). Visitou Monterrey, onde examinou as missões franciscanas e elaborou notas críticas no que se referia ao tratamento dado aos Ameríndios.
Voltou a atravessar o Pacífico, dirigindo-se a Macau, onde vendeu as peles que tinha comprado no Alaska, repartindo os benefícios com a sua tripulação. No ano seguinte, após uma visita a Manila, dirigiu-se para a costa nordeste da Ásia. Descobriu as ilhas Quelquepart (Jeju-do), que só haviam sido visitadas uma vez por europeus, um grupo de holandeses que tinha naufragado em 1635. Visitou a península da Coreia, indo depois a Oku-Yeso (ilhas de Sacalina).
Os habitantes de Hokkaido ilustraram-lhe um mapa, mas não foi capaz de encontrar o estreito e rumou para norte até à península de Kamchatka, onde chegou em Setembro de 1787. Recebeu instruções de Paris por meio de Barthélemy de Lesseps, vice-cônsul da França em Kronstadt e tio do construtor do Canal de Suez, para fazer um relatório sobre a colonização da Austrália.
Deteve-se na Samoa. Imediatamente antes da sua partida, os Samoanos atacaram os seus homens e mataram doze, entre os quais estava o segundo oficial da expedição, Fleuriot de Langle, comandante do l'Astrolabe. Navegou de seguida até à Baía Botanique em Sydney, onde chegou a 26 de janeiro de 1788, no mesmo momento em que o capitão Arthur Phillip transferia a colónia em Port Jackson. Os britânicos receberam-no cortezmente, mas não puderam proporcionar-lhe alimento, já que não dispunham de recursos.
Entregou os seus diários e cartas para que chegassem à Europa, e conseguiu madeira e água fresca. Partiu para a Nova Caledónia, Santa Cruz, as ilhas Salomão, o Arquipélago das Luisíadas e as costas do oeste e do sul da Austrália. Não foi mais visto nem ele nem nenhum dos seus homens.

## Busca da expedição de La Pérouse
Em Maio de 2005 identificaram-se oficialmente os restos que se tinham encontrado perto de Vanikoro (ilhas Salomão), primeiro em 1827 e outra vez em 1964, como os dos navios Boussole e Astrolabe. Um sextante que se encontrou num dos restos tinha a inscrição "Mercier" numa placa de latão; o inventário do Boussole indicava a presença de um sextante, que tinha sido entregue pela Academia Real de Marinha e que era fabricado por "sieur Mercier". Além disso, descobriram-se restos de acampamentos na ilha, e a tradição oral autóctone parece ter conservado a noção de um naufrágio contemporâneo ao de la Pérouse.